# Julia's Tango
Julia's Tango was een Nederlandse dramaserie ontwikkeld door Endemol die vanaf maart 2007 werd uitgezonden op de zender Net5. De serie volgt vier jonge Nederlandse vrouwen die in Buenos Aires (Argentinië) een Bed & Breakfast beginnen. Vriendschap, familie, seks en liefde staan centraal in de serie.
Na het succes van het eerste seizoen van tien afleveringen, zond Net5 in het voorjaar van 2008 het tweede seizoen van twaalf afleveringen uit. In mei 2008 werd bekendgemaakt dat er geen derde seizoen van de serie zou komen.
Beide seizoenen zijn op dvd verkrijgbaar.

## Het verhaal
Wanneer de succesvolle advocate Julia Marsman (Kim Pieters) besluit om een weekje met haar beste vriendin Marjolein Kramer (Peggy Vrijens) naar Buenos Aires te gaan, heeft ze nog geen idee dat die beslissing haar leven ingrijpend zal veranderen. Eenmaal terug in de stad waar haar familie vandaan komt en die ze als kind voor het laatst zag, wordt het al snel duidelijk dat het niet bij die ene week zal blijven.
Ze ontmoet haar oudtante Maria (Liz Snoijink) en haar achternichtje Pia (Tina de Bruin) die op het punt staan het oude familiehuis te verkopen. In haar verlangen om haar Argentijnse familie te helpen én om haar leven, dat in Nederland wel erg hectisch is geworden een nieuwe draai te gegeven, maakt ze de verkoop van 'de casa' ongedaan. Samen met Marjolein, Pia en de al tien jaar in Buenos Aires wonende Jacqueline (Miryanna van Reeden), wil Julia proberen van het pand een bed & breakfast te maken, 'Casa Bocquero'.
Julia had 11 jaar een relatie met Bas (Michiel de Jong). Toen ze besloot in Argentinië te blijven ontmoette ze Raúl (Antonio Birabent). Bij de opening van de Casa stond Bas opeens voor haar neus. Ze probeerde Raúl niet te laten komen, maar daar was ze te laat voor. Toen Raúl haar kuste en Bas dat zag, liep hij gefrustreerd weg. Julia rende achter hem en Raúl rende achter Julia aan. Dan staat ze tussen beide jongens in en kiest ervoor om met Bas mee te gaan om te praten. Maar de jongens geven Julia een keuze: of Bas of Raúl. Ze kiest voor niemand, ze verbreekt het contact met Raúl en Bas blijft als een vriend in Argentinië om te helpen.
Op den duur kiest Julia voor Bas, nadat hij een korte relatie had met Sofi. Maar Julia had een lening afgesloten bij Raúl om de casa uit te kunnen breiden, omdat ze niet verwachtte dat een bank haar die lening zou geven. Ook had deze lening een lage rente. (Marjolein, Pia, Jacqueline en Bas weten hier niets vanaf.) Maar nadat Raúl merkt dat Julia en Bas weer bij elkaar terug zijn, wordt Raúl pissig en krijgt Julia problemen met haar lening. Raúl wil het geld snel terug en het contract is daar niet duidelijk over: Julia zit in de problemen..

## Cast
| Actrice/Acteur      | Personage             | Seizoen |
| ------------------- | --------------------- | ------- |
| Kim Pieters         | Julia Marsman         | 1 & 2   |
| Peggy Vrijens       | Marjolein Kramer      | 1 & 2   |
| Miryanna van Reeden | Jacqueline Hoogland   | 1 & 2   |
| Tina de Bruin       | Pia Zonneveld         | 1 & 2   |
| Frederik Brom       | Pieter van der Meulen | 1 & 2   |
| Chris Tates         | Eric Hoogland         | 1 & 2   |
| Liz Snoijink        | Maria Zonneveld       | 1 & 2   |
| Michiel de Jong     | Bas                   | 1 & 2   |
| Antonio Birabent    | Raúl Alvarez          | 1 & 2   |
| Ludovico di Santo   | Diego                 | 1 & 2   |

## Gastrollen
| Actrice/Acteur     | Personage                 | Seizoen |
| ------------------ | ------------------------- | ------- |
| Sandra Mattie      | Irene                     | 1       |
| Loes Haverkort     | Carolien                  | 1       |
| Olaf Malmberg      | Michiel Stevens           | 1       |
| Elsje de Wijn      | Annet Kramer              | 1       |
| Nienke Römer       | Dorien                    | 1 & 2   |
| Paul Groot         | van Kampen                | 1 & 2   |
| Nyncke Beekhuyzen  | Frederique van der Meulen | 2       |
| Waldemar Torenstra | Jeroen                    | 2       |
| Dieter Troubleyn   | Tom                       | 2       |